# Clusia palmicida
Clusia palmicida là một loài thực vật có hoa trong họ Bứa. Loài này được Rich. ex Planch. & Triana mô tả khoa học đầu tiên năm 1860.